# Романцемент
Романцемент — гидравлический вяжущий материал, который применяется для изготовления бетона низких марок, строительных растворов для каменной кладки, штукатурки и т. п. в подземных или наземных сооружениях. Производится как продукт измельчения магнезиальных или известковых мергелей, искусственных смесей глин и известняков, обожжённых при температурах, не доводящих сырьё до спекания. Процедура обжига, как правило, осуществляется в шахтных печах. В целях повышения качественных свойств и замедления схватывания допускается добавление в состав романцемента гипса (около 5 %) и активных минеральных добавок (до 15 %). Физический процесс затвердевания и схватывания романцемента основывается на гидратации силикатов, алюминатов и ферритов кальция, а также — окислов магния и кальция.
В России о производстве романцемента известно с начала XVIII века. Англичанин Д. Паркер стал одним из первых, кто в 1796 году запатентовал технологию получения романцемента, способного к затвердеванию и на открытом воздухе, и в воде. В основе этого рецепта лежала смесь из мергелей с 25 % глины.